# Biosteres basidentatus
Biosteres basidentatus är en stekelart som först beskrevs av Fischer 1966.  Biosteres basidentatus ingår i släktet Biosteres och familjen bracksteklar. Inga underarter finns listade.